# Castillo de Heidelberg
El palacio de Heidelberg o castillo de Heidelberg (del alemán: Heidelberger Schloss) es un gran castillo y un schloss de origen medieval, parcialmente en ruinas, de Heidelberg, Baden-Wurtemberg, Alemania. Sus edificaciones figuran entre las más importantes estructuras renacentistas al norte de los Alpes.
El complejo ha sido reconstruido solo parcialmente desde que fuera destruido en los siglos XVII y XVIII. Se encuentra 80 metros arriba de la ladera septentrional del Königstuhl, y por lo tanto domina la vista de la vieja ciudad. Se llega a él por una estación intermedia del funicular Heidelberger Bergbahn que va desde el Kornmarkt de Heidelberg hasta la cumbre del Königstuhl.
La edificación más antigua data de antes del año 1214 y más tarde fue ampliada a dos castillos hacia 1294. En 1537, un rayo destruyó el castillo superior. Las edificaciones actuales habían sido ampliadas en 1650, antes de los daños causados por guerras e incendios posteriores. En 1764, otro rayo destruyó algunas de las secciones reconstruidas.

## Historia

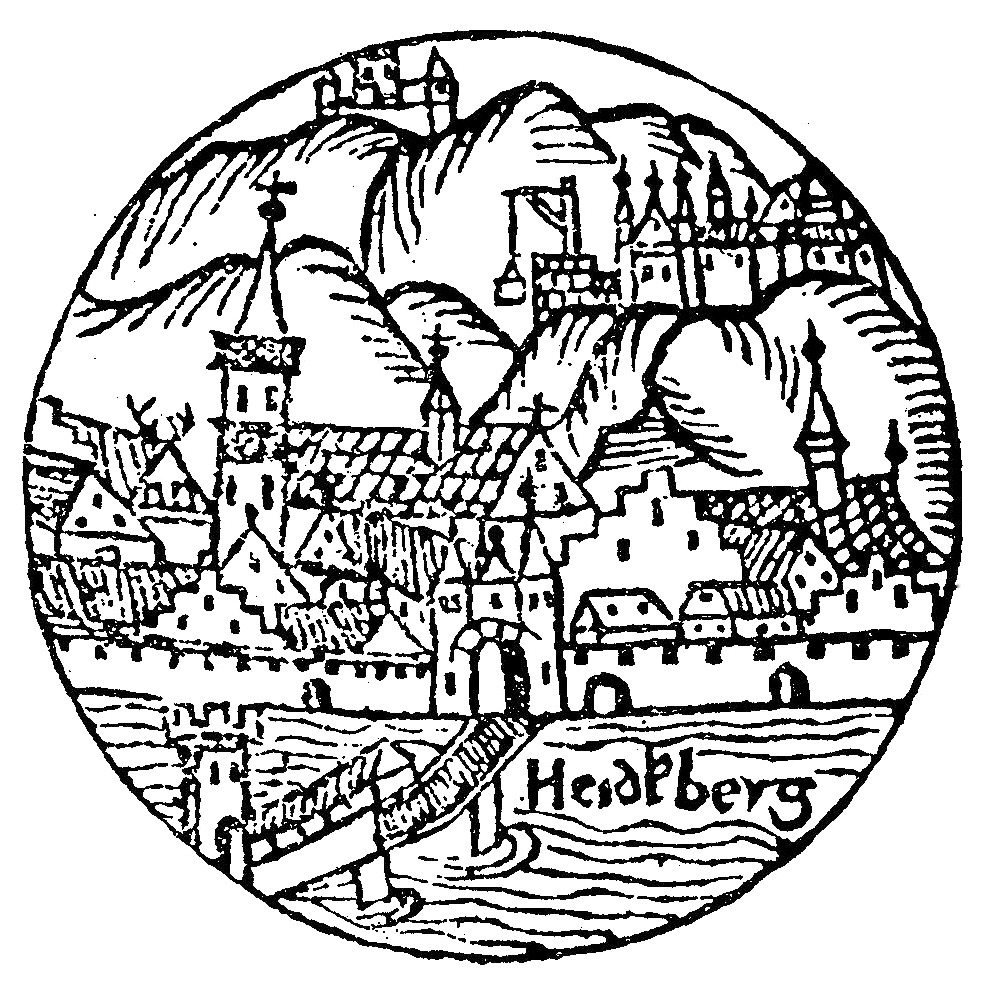
La representación más antigua del castillo, por Sebastian Münster (detalle).

Heidelberg fue mencionado por primera vez en 1196 como "Heidelberch". En 1155 Conrado de Hohenstaufen fue nombrado Conde Palatino por su hermanastro Federico Barbarroja, y la región pasó a ser conocida como el Palatinado. La primera mención de un castillo en Heidelberg (en latín: castrum in Heidelberg cum burgo ipsius castri) es de 1214, cuando Luis I de Baviera lo recibió del emperador Federico II Hohenstaufen. La última mención de un solo castillo data de 1294. En otro documento de 1303, se mencionan por primera vez dos castillos:
1. El castillo superior en la montaña Kleiner Gaisberg, cerca de lo que hoy es Molkenkur (destruido en 1539);
2. El castillo inferior en el Jettenbühl (el lugar actual del castillo).[1]

Cuando Ruperto III de Alemania se convirtió en el rey de Alemania en 1401, el castillo era tan pequeño que al regreso de su coronación, tuvo que acampar en el monasterio de los Agustinos, en el lugar de lo que es la Plaza de la Universidad actual. A su muerte, en 1410, sus territorios se dividieron entre sus cuatro hijos. El Palatinado, el núcleo de los mismos, se concedió a su hijo mayor, Luis III.
Fue durante el reinado de Luis V, Elector Palatino (1508-1544) que Martín Lutero marchó a Heidelberg para defender una de sus tesis (la Disputa de Heidelberg) y visitó el castillo. En 1619, los protestantes rebeldes contra el Sacro Imperio ofrecieron la corona de Bohemia a Federico V, Elector Palatino quien aceptó, a pesar de las dudas, y al hacerlo contribuyó a que estallara la Guerra de los Treinta Años. En el transcurso de este conflicto diversos ejércitos atacaron el castillo por primera vez. Este período marca el final de la construcción; los siglos posteriores trajeron consigo la destrucción y la reconstrucción.
El 26 de agosto de 1622, Tilly y Córdoba comenzaron a asediar Heidelberg, tomando la ciudad el 16 de septiembre, y el castillo tres días después. Cuando los suecos conquistaron Heidelberg el 5 de mayo de 1633 y abrieron fuego en el castillo desde la colina de Königstuhl detrás de él, Tilly entregó el castillo. El año siguiente, las tropas del emperador intentaron recuperar el castillo, pero no lo consiguieron hasta julio del año 1635. Permaneció en su posesión hasta la Paz de Westfalia que puso fin a la Guerra de los Treinta Años. El nuevo gobernante, Carlos Luis y su familia se trasladaron al castillo en ruinas el 7 de octubre de 1649.

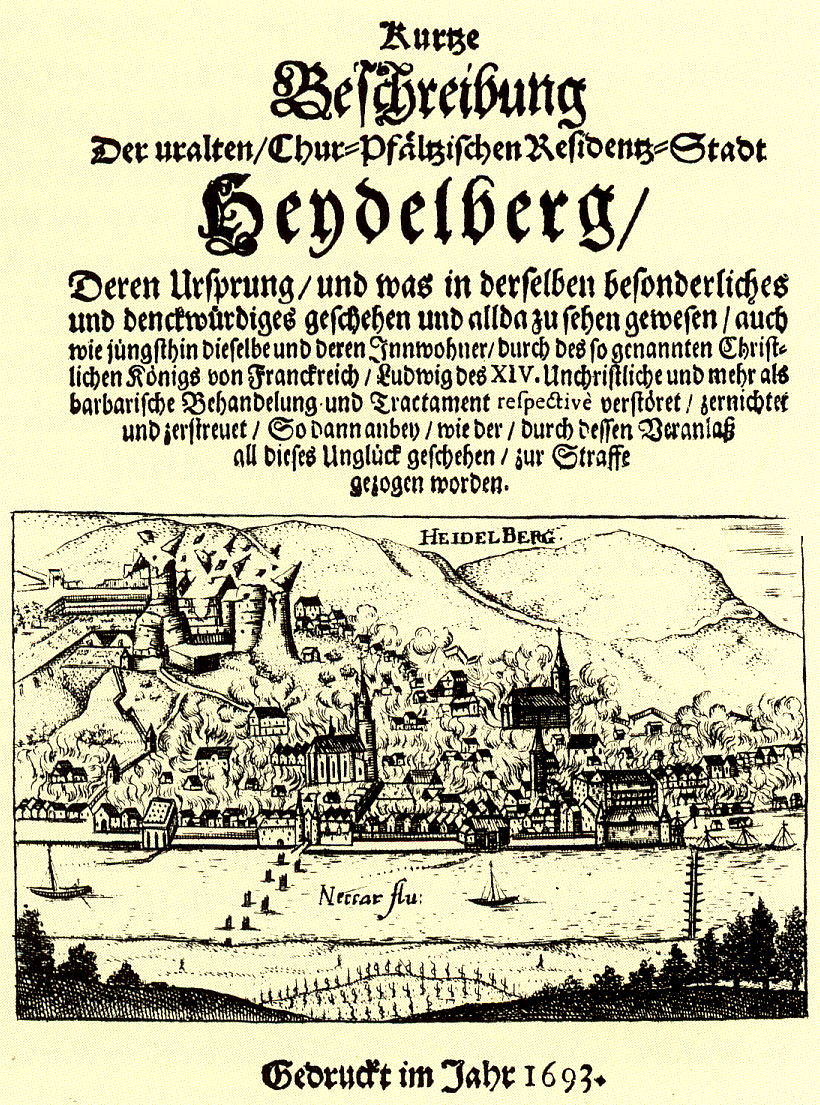
Panfleto sobre la destrucción del castillo, 1693.

El 29 de septiembre de 1688, las tropas francesas marcharon al Palatinado y el 24 de octubre llegaron a Heidelberg, que había sido abandonado por Felipe Guillermo, el nuevo Elector Palatino de la línea de Palatinado-Neoburgo. El consejo de guerra de Francia decidió arrasar todo el Palatinado, para impedir ataques desde allí. Los franceses se retiraron del castillo el 2 de marzo de 1689, lo incendiaron junto con una parte de la ciudad.
Inmediatamente después de ascender al trono en 1690, Juan Guillermo, Elector Palatino hizo reconstruir las paredes y las torres. Los franceses retomaron la ciudad el 22 de mayo de 1693, pero no ocuparon el castillo y destruyeron la ciudad en un intento de debilitar la base del castillo. Los ocupantes del castillo capitularon al día siguiente y los franceses volaron con minas las murallas y las torres.
Después del Tratado de Ryswick (1697) se hicieron planes para derribar el castillo y volver a usar algunas partes para un nuevo schloss en el valle. Cuando se evidenciaron las dificultades para este plan, el castillo recibió un arreglo provisional. En 1720, el príncipe elector católico trasladó la corte a Mannheim y perdió todo interés por el castillo y su palacete. El 24 de junio de 1764, el rayo cayó dos veces en el edificio del salón, incendiándolo. En las décadas siguientes, se fueron haciendo reparaciones, pero básicamente siguió estando en ruinas.

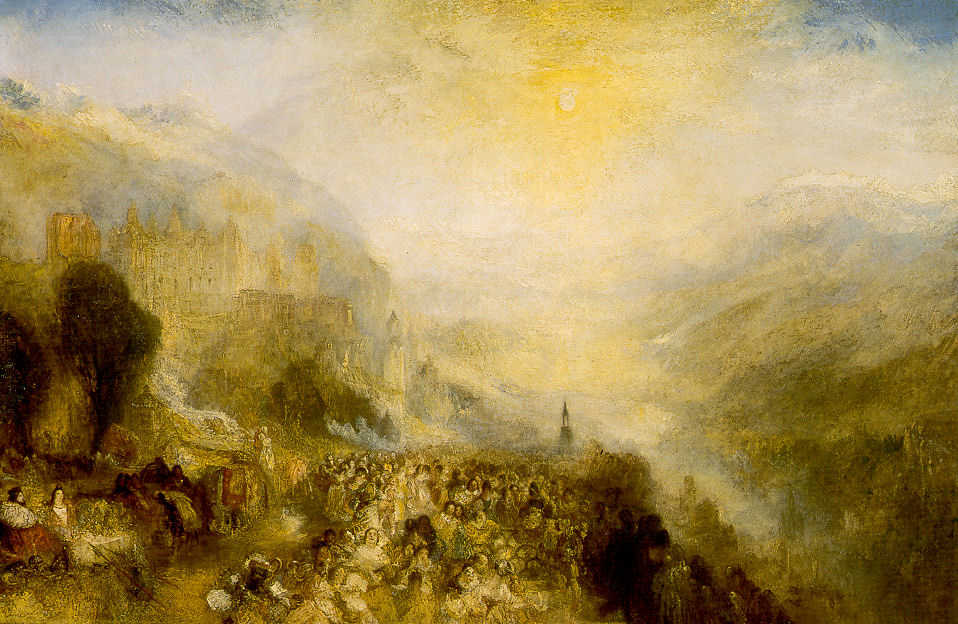
Visión romántica del palacio, por J. M. W. Turner.

En 1777, Carlos Teodoro del Palatinado y Baviera se convirtió en regente de Baviera además del Palatinado, y trasladó la corte de Mannheim a Múnich. Se abandonaron sus ideas anteriores de ocupar el lugar y las habitaciones que aún tenían techos. Ya en el año 1767, la pared meridional sirvió de cantera de piedra para construir el palacio de Schwetzingen. En 1784, se cubrieron las bóvedas en el ala Ottoheinrich y el castillo se usó como cantera de material.
A principios del siglo XIX, el complejo se encontraba en estado de ruinas que los lugareños usaban para construir casas. August von Kotzebue expresó su indignación en 1803 al gobierno de Baden porque tenía la intención de derribar las ruinas. Al comienzo del siglo XIX, el lugar se había convertido en un símbolo del movimiento patriótico contra Napoleón.
Incluso antes del año 1800, los artistas venían a ver el río, las colinas y las ruinas del castillo como un conjunto ideal. Las mejores representaciones son las del inglés J. M. W. Turner, quien estuvo varias veces en Heidelberg entre 18137 y 1874, y pintó repetidamente Heidelberg y el castillo. Él y otros pintores románticos no estaban interesados en representar de manera exacta el edificio y se permitían licencias artísticas.
El conde francés Charles de Graimberg fue quien salvó el edificio. Hasta 1822, sirvió como guardián voluntario y vivió durante un tiempo en el Ala de Cristal (Gläserner Saalbau), donde podía vigilar el patio. Graimberg pidió a Thomas A. Leger que preparase la primera guía del complejo. Con las numerosas copias de sus pinturas, Graimberg promovió las ruinas del castillo y atrajo a muchos turistas a la ciudad.
Entre los años 1883 y 1890, una comisión de especialistas de toda Alemania llegó a la conclusión de que no era posible una reconstrucción total o parcial del mismo, pero sí era factible conservarlo en el estado actual. Sólo el serían restaurados edificio Friedrich, cuyos interiores estaban dañados por el incendio. Esta remodelación se llevó a cabo entre 1897 y 1900 por Karl Schäfer a un coste enorme de 520.000 marcos.
En el siglo XX, el castillo de Heidelberg se convirtió en atracción turística. Se celebran unas 100 bodas al año en su capilla. También ha sido sede del Torneo RedBull Wololo del Juego Age of Empires II Definitive Edition en dos ocasiones, debido a la temática medieval del mismo.

## Imágenes

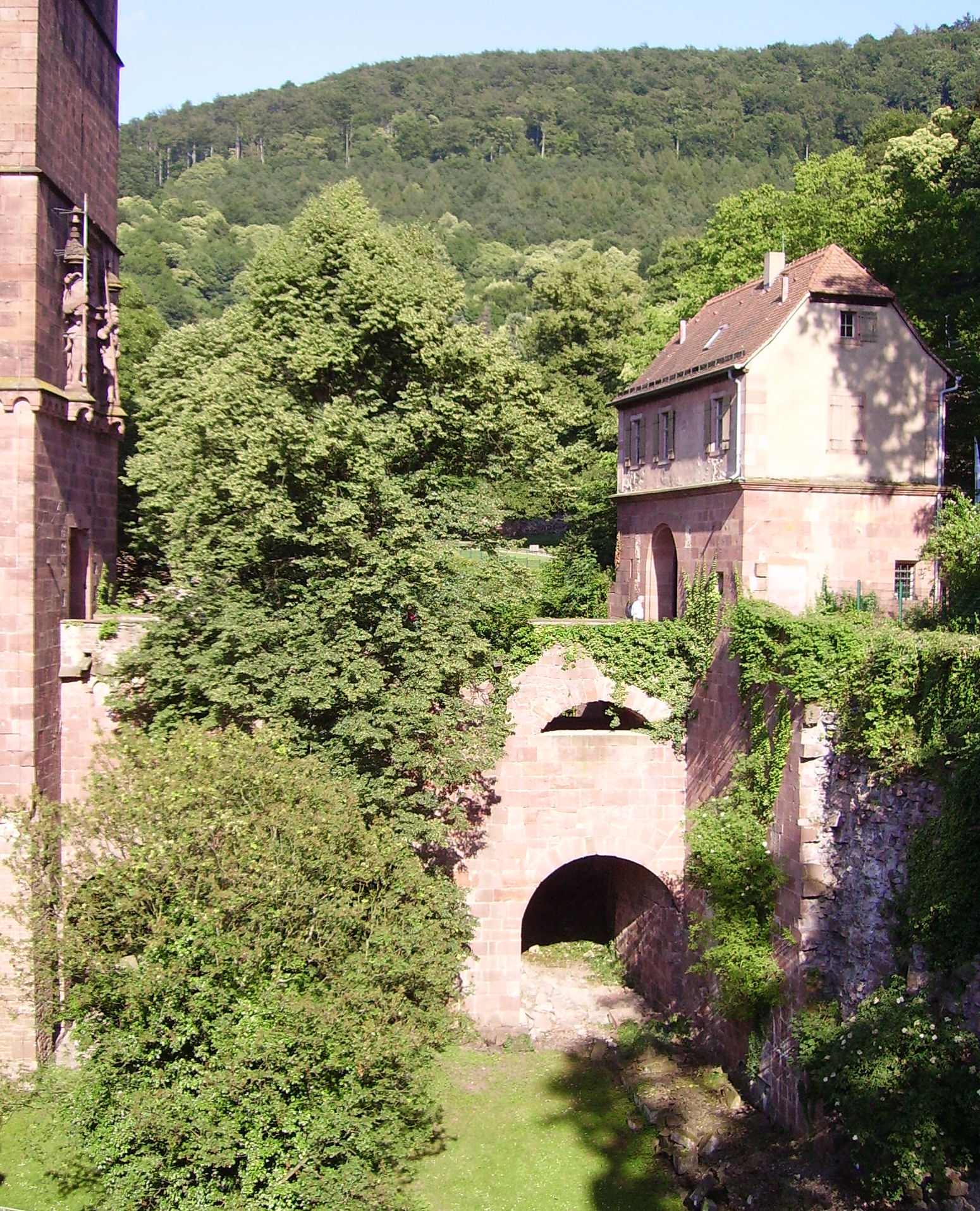
El puente del palacio.
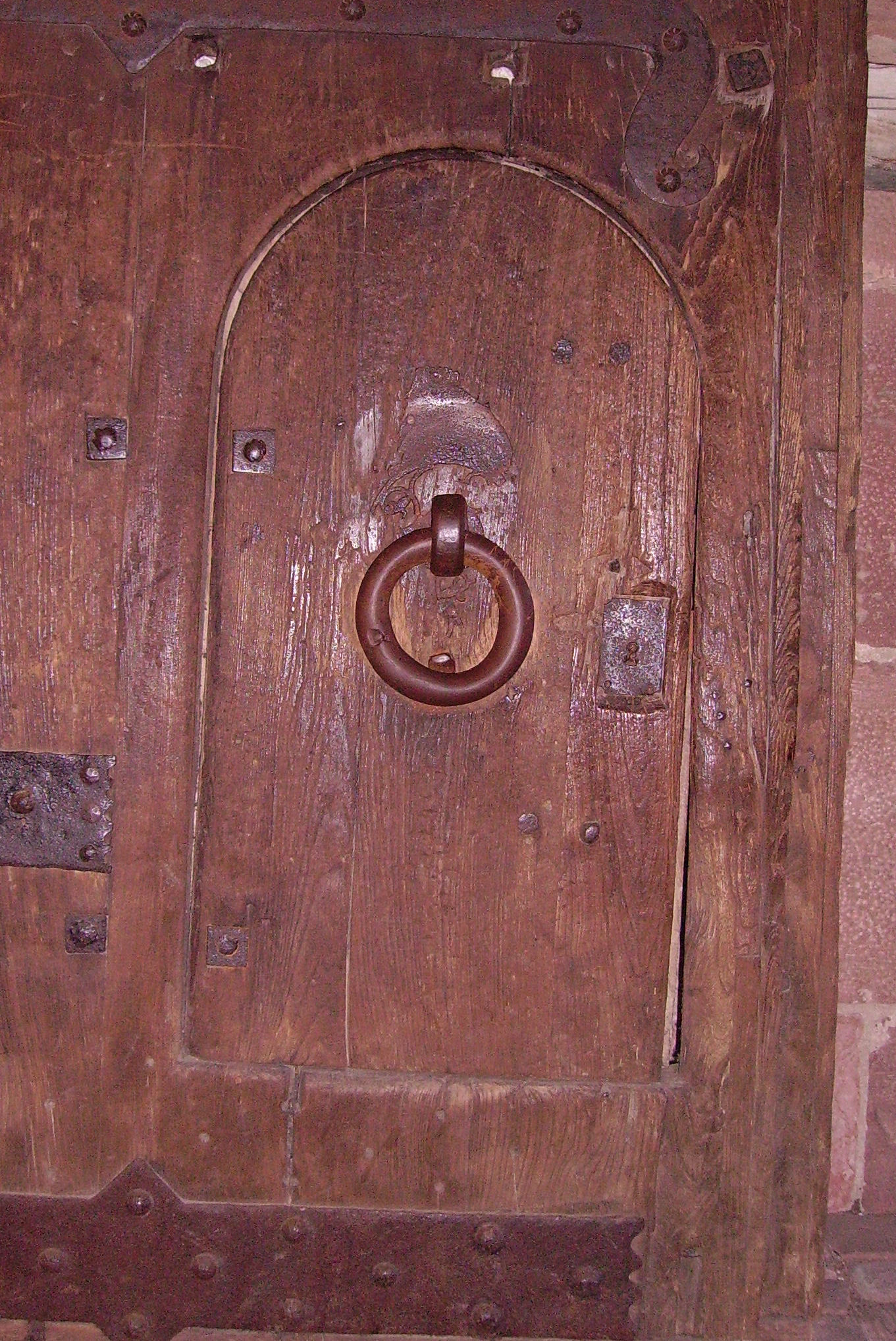
Detalle de una puerta.
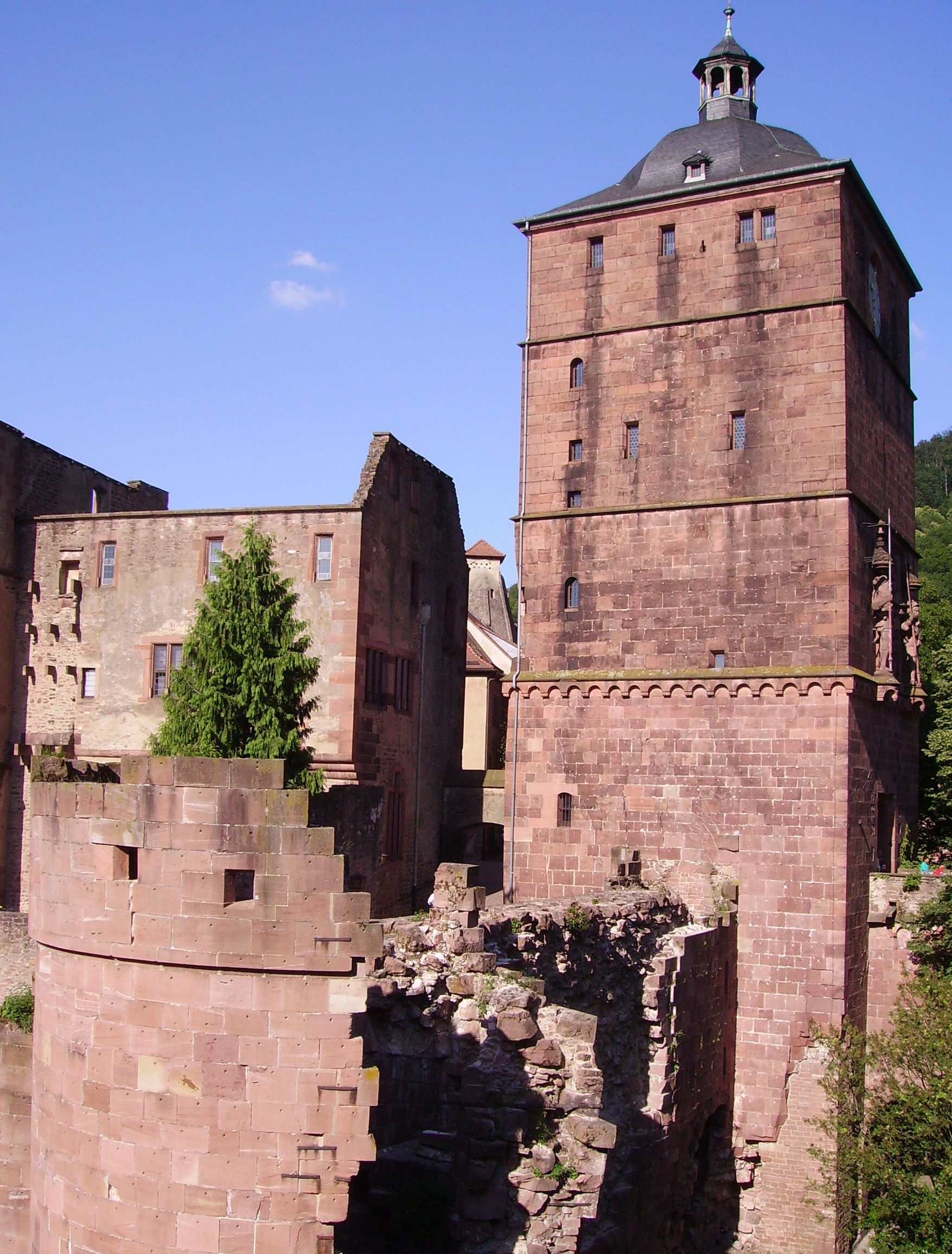
Ruinas de una torre.
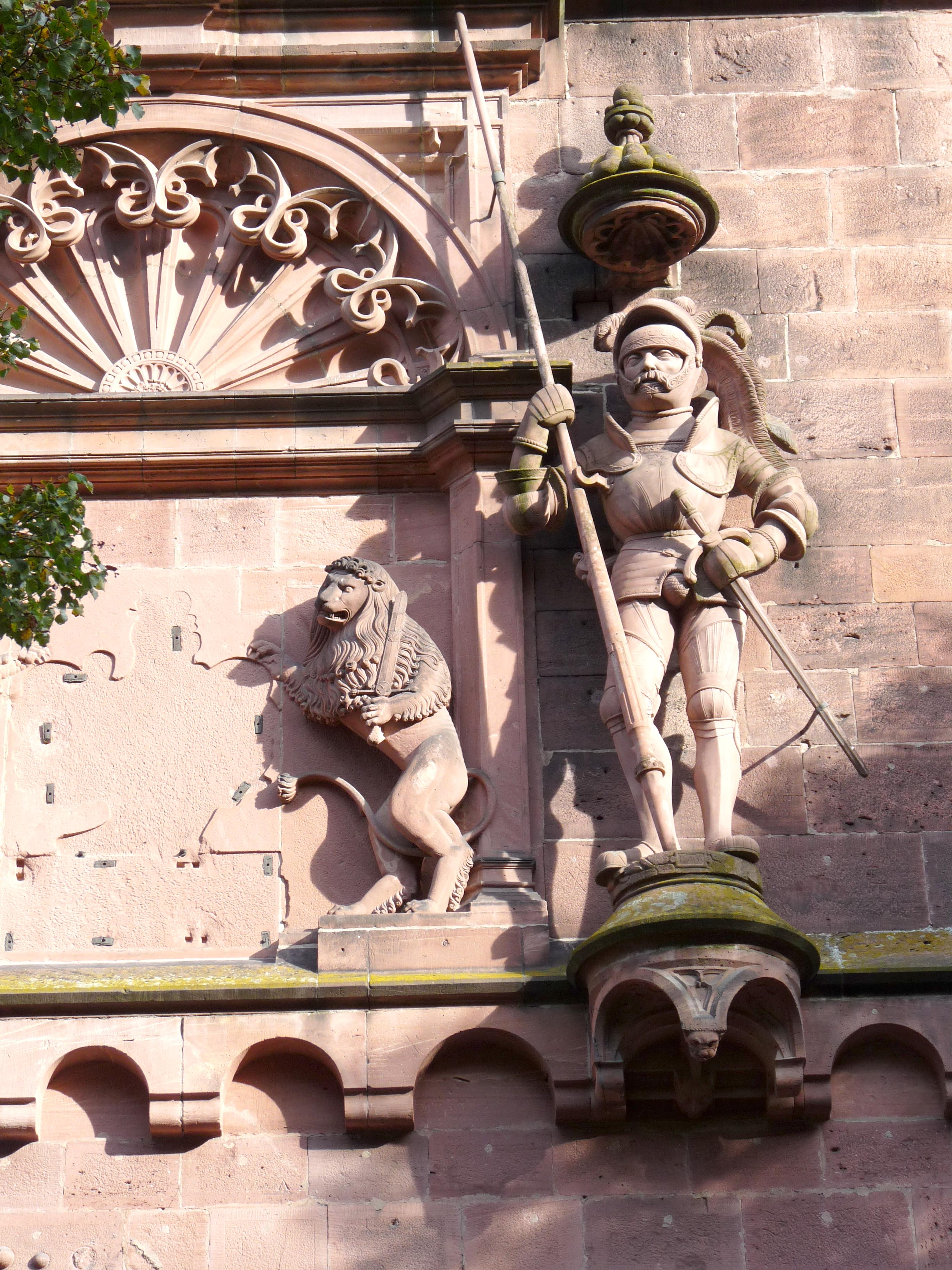
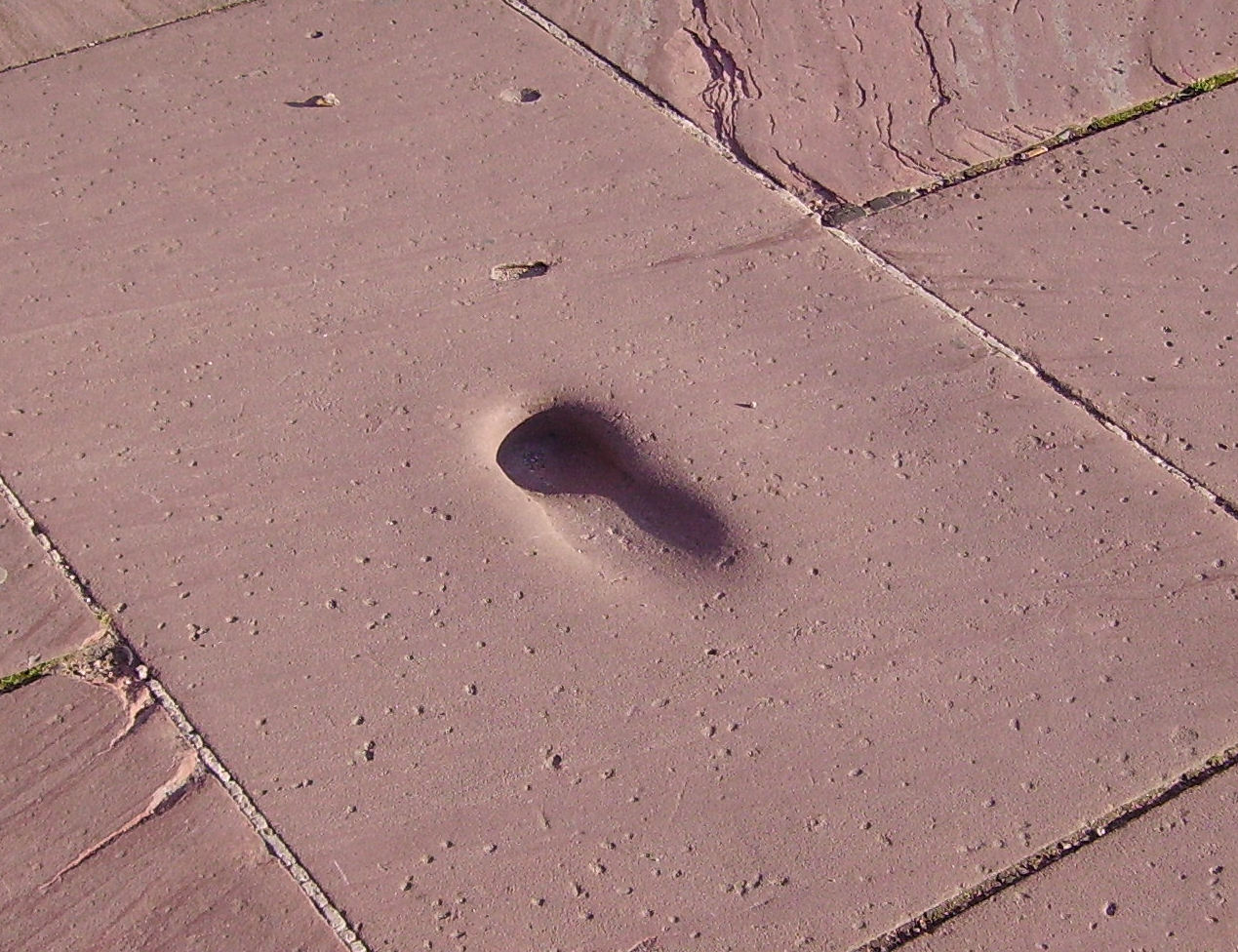
«Der Rittersprung».
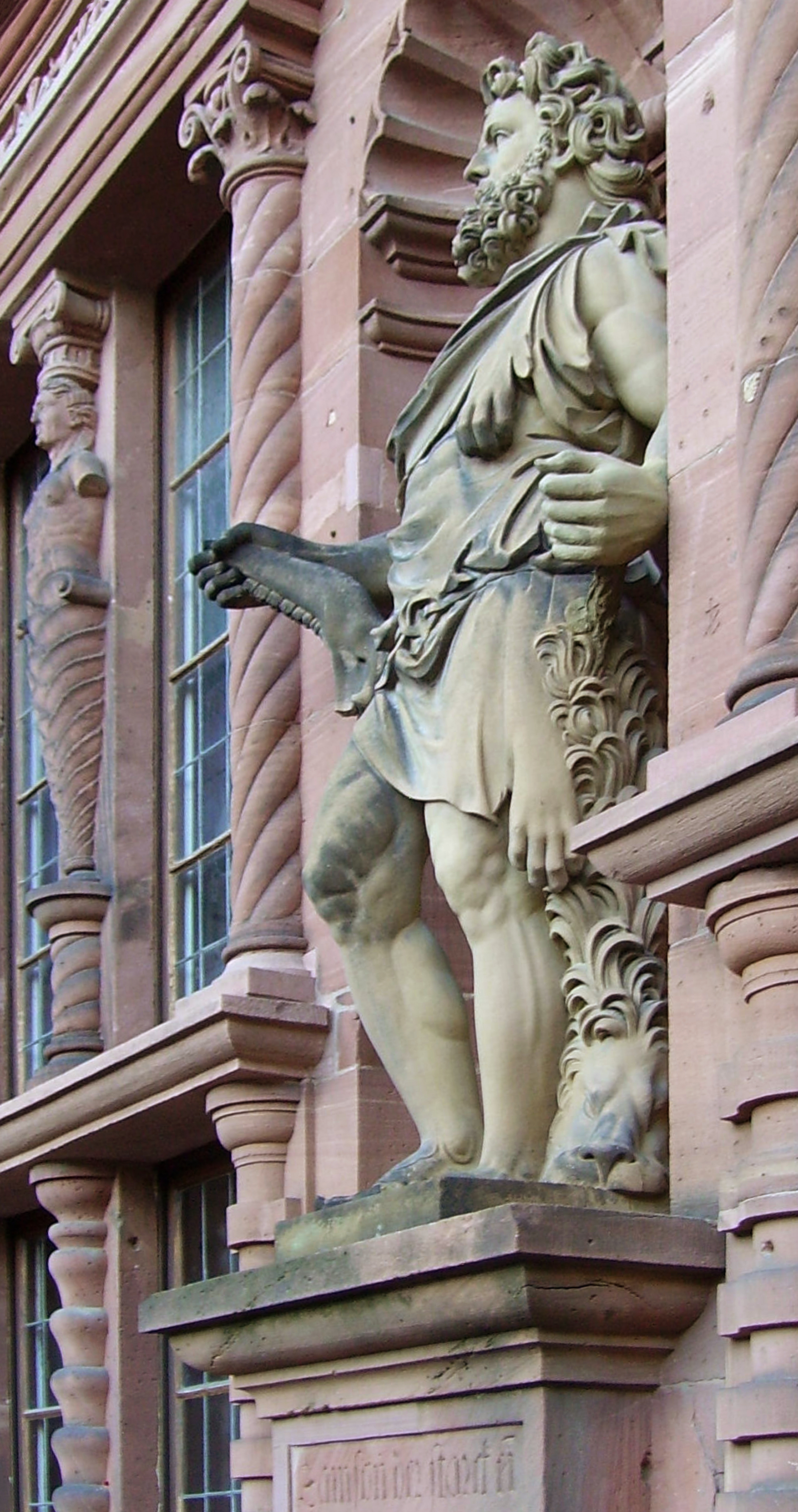
Sansón en el Ottheinrichsbau del Castillo de Heidelberg de piedra arenisca procedente de Heilbronn.